# Плавещина (Царичанский район)
Плавещина (укр. Плавещина) — село,
Цибульковский сельский совет,
Царичанский район,
Днепропетровская область,
Украина.
Код КОАТУУ — 1225685007. Население по переписи 2001 года составляло 140 человек .

## Географическое положение
Село Плавещина находится на расстоянии в 0,5 км от сёл Новосёловка и Цибульковка.
Вокруг села несколько заболоченных озёр.